# Råkvattnet
Råkvattnet är en sjö i Krokoms kommun och Strömsunds kommun i Jämtland och ingår i Indalsälvens huvudavrinningsområde. Sjön har en area på 0,374 kvadratkilometer och ligger 525,5 meter över havet. Råkvattnet ligger i Gråberget-Hotagsfjällen Natura 2000-område. Sjön avvattnas av vattendraget Öjån.

## Delavrinningsområde
Råkvattnet ingår i det delavrinningsområde (711146-145628) som SMHI kallar för Utloppet av Råkvattnet. Medelhöjden är 553 meter över havet och ytan är 2,71 kvadratkilometer. Räknas de 4 avrinningsområdena uppströms in blir den ackumulerade arean 16,9 kvadratkilometer. Öjån som avvattnar avrinningsområdet har biflödesordning 3, vilket innebär att vattnet flödar genom totalt 3 vattendrag innan det når havet efter 284 kilometer. Avrinningsområdet består mestadels av skog (80 procent). Avrinningsområdet har 0,37 kvadratkilometer vattenytor vilket ger det en sjöprocent på 13,8 procent.